# Єлена Ємчук
Єлена Ємчук (англ. Yelena Yemchuk, 22 квітня 1970) — американська професійна фотографка, художниця та кінорежисерка українського походження, відома своєю роботою з The Smashing Pumpkins.

## Раннє життя
Народилася в Києві (Україна) в сім'ї спортсмена і вчителя. Її сім'я переїхала в Бруклін, Нью-Йорк, коли Олена була підлітком. Перед тим, як виїхати до Сполучених Штатів, Ємчук проводила літо в культурно значущому рекреаційному районі Києва біля Дніпра під назвою Гідропарк, який згодом став натхненням для однойменної книги 2011 року. Ємчук описує цю територію як «радянську версію Коні-Айленду», коли ліси та набережні району перетворюються на дитячий майданчик.
Вона навчалася в школі дизайну Парсон у Нью-Йорку і в коледжі дизайну ArtCenter в Пасадені, Каліфорнія. Її інтерес до фотографії прокинувся, коли батько подарував їй фотоапарат на чотирнадцятий день народження.

## Кар'єра
Ємчук керувала або співрежисувала відеоролики для «Zero» та «Thirty-Three». Крім того, вона займалася мистецьким напрямом для альбому Adore та пов'язаних з нею синглів. Її фотографії з'являються в «Zero» EP, на збірці The Aeroplane Flies High і на збірці «Rotten Apples». Вона курувала мистецький напрям для альбому «Smashing Pumpkins» Machina / The Machines of God, і з'явилася у відео на пісню «Stand Inside Your Love». Вона також надала фотографії для альбомів Savage Garden і Rufus Wainwright. Її модна фотографія представлена у вересневому каталозі Urban Outfitters.
Вона експонувала свої картини в Фонді Дактиля. Її картини «відображають свій унікальний сюрреалістичний підхід до мистецтва з сатиричними розповідями та безперечними східноєвропейськими впливами».
Її поточний фокус на фешн фотографії почався у 1997 році. З того часу Ємчук публікувалася в італійський та японський Vogue, The New Yorker та W, а також знімала рекламні кампанії для Kenzo, Cacharel та Dries Van Noten.
Вона працювала з фронтменом Pumpkins Біллі Корганом з 1995 року до приблизно 2003 року. Протягом 2004 року Корган часто згадував її у своєму блозі, а також зробила обкладинку для його книжки «Blinking with Fists».
У 2011 році Єлена опублікувала свою першу книжку «Гідропарк». Цей твір дає змогу побачити більш особисту сторону Ємчук, враховуючи, що більша частина її роботи обертається навколо портрету й модної фотографії. Фотографії, опубліковані в книзі, були зроблені у період з 2005 до 2008 рік. У 2021 році вона працювала над фільмом «Мейбл, Бетті та Бетт», який досліджує «жіночі архетипи Золотого віку Голлівуду».

## Особисте життя
Ємчук має двох дочок з американським актором Ебон Мосс-Бакрак, який найбільш відомий з ролі в серіалі Girls. на телеканалі HBO. Ємчук і Мосс-Бахрах зараз проживають в Брукліні, штат Нью-Йорк.